# Spencer Tracy
Spencer Tracy   (Milwaukee, 5 d'abril de 1900 - Los Angeles, 10 de juny de 1967) fou un actor estatunidenc molt apreciat per la qualitat de les seves interpretacions. Va ser capaç de fer papers còmics, d'heroi o de dolent molt creïbles. Actuà en 75 pel·lícules entre els anys 1930 i 1967. Va ser nominat nou vegades per a l'Oscar al millor actor, i en va guanyar dos. El 1999, l'American Film Institute va classificar Tracy com la novena estrella masculina més gran del Cinema clàssic de Hollywood.

## Primers anys
Era el segon fill de John Edward Tracy (1873–1928), venedor de camions, i de Caroline (neé Brown; 1874–1942). La seva mare era d'una família rica presbiteriana del mig oest, mentre que el seu pare era d'origen catòlic irlandès. Tenia un germà Carroll, que era quatre anys més gran.
Tracy era un nen difícil i hiperactiu amb poca assistència escolar. Criat catòlic, va ser posat a cura de monges de l'orde dominicana als nou anys en un intent de transformar el seu comportament. Més tard a la vida, va comentar que «mai no hauria tornat a l'escola si hi hagués hagut una altra manera d'aprendre a llegir els subtítols de les pel·lícules». Es va fascinar amb les pel·lícules, veient les mateixes repetidament i, posteriorment, recreant escenes als seus amics i veïns. Va assistir a diverses acadèmies jesuïtes durant els seus anys d'adolescència, que segons ell li van treure la "maldat" i el van ajudar a millorar les seves notes.
Després de diversos canvis d'escola a causa dels desplaçaments familiars, es va matricular a la Marquette Academy, una escola dels jesuïtes, on es faria amic de Pat O'Brien, un futur actor com ell, despertant el seu interès pel teatre. Amb poc interés pels seus estudis i «picats per l'oportunitat d'anar a veure una mica d'emoció», a la primavera del 1917, amb l'entrada americana a la Primera Guerra Mundial, tots dos es van allistar a l'exèrcit, quan Tracy va complir els 18. Van ser enviats a la Naval Training Station al nord d'Illinois, on encara eren estudiants quan va acabar la Primera Guerra Mundial. Tracy va aconseguir el rang de mariner de segona classe, però mai va anar a la mar i va ser llicenciat el febrer de 1919. El desig del seu pare de veure un dels seus fills obtenir un títol universitari va portar a Tracy a tornar a l'escola secundària per obtenir el seu diploma. Estudis en dues institucions més, més el subsidi addicional de "bons de guerra", va donar a Tracy una plaça al Ripon College. Va entrar el febrer de 1921, declarant la seva intenció de llicenciar-se en medicina.
Tracy va ser un estudiant popular a Ripon, on va exercir com a president de la seva aula i va participar en diverses activitats universitàries. Va fer el seu debut teatral el juny de 1921 , interpretant el protagonista masculí a The Truth. Va ser molt ben rebut en el paper i ràpidament va desenvolupar la passió per l'escenari; s'informa que estava "obsessiu d'actuar fins al punt que parlava de poca cosa més". Ell i alguns amics van formar una companyia d'actuació anomenada Campus Players, que van portar de gira. Com a membre de l'equip de debat de la universitat, Tracy va excel·lir a l'hora de discutir i parlar en públic. Durant una gira amb l'equip de debat va fer una audició per a l'American Academy of Dramatic Arts (AADA) a la ciutat de Nova York. Se li va oferir una beca per assistir a l'escola després d'interpretar una escena d'un dels seus papers anteriors.
Tracy va deixar Ripon i va començar les classes a l'AADA l'abril de 1922. O'Brien també hi va estar inscrit i els dos van compartir un petit estudi. Els diners eren escassos, i els dos sovint vivien d'àpats d'arròs i pretzels i compartien un vestit decent entre ells. Tracy va ser considerat apte per progressar a la classe sènior, el que li va permetre unir-se al grup de repertori de l'acadèmia. Va debutar a Nova York en una obra anomenad The Wedding Guests, que es va estrenar l'octubre de 1922. L'any 1923 va actuar a Broadway per primer cop, en l'obra teatral R.U.R. de Karel Čapek, on interpretava un robot mut. Es va graduar a l'AADA el març de 1923.

## Carrera

### Inicis a Broadway (1923-1930)

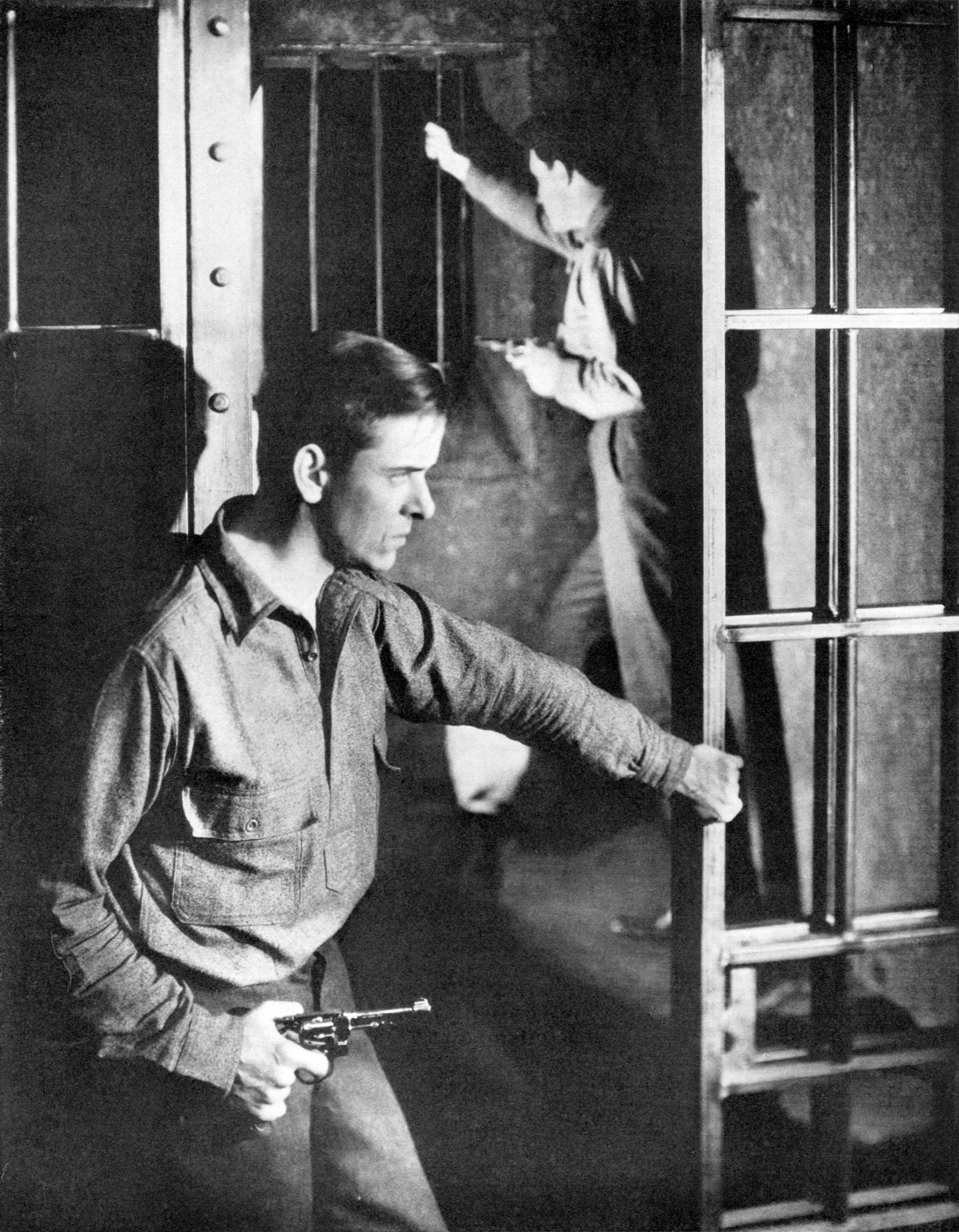
Tracy (al fons) a The Last Mile – el paper de Broadway de 1930 que va atreure l'atenció de Hollywood

Immediatament després de graduar-se, Tracy es va incorporar a una nova societat anònima amb seu a White Plains, Nova York, on se li van donar papers menors. Descontent allà, es va traslladar a una empresa a Cincinnati, però no va tenir un impacte. El novembre del 1923, va aconseguir un petit paper a Broadway a la comèdia A Royal Fandango, protagonitzada per Ethel Barrymore. Les crítiques de l'espectacle van ser pobres i es va tancar després de 25 funcions; més tard, Tracy va dir del fracàs: «El meu ego va rebre una pallissa horrible». Tracy vivia amb un subsidi de 35 cèntims al dia. Al gener de 1924, va fer el seu primer paper principal amb una empresa a Winnipeg, però l'organització aviat va tancar. Durant la dècada del 1920 va actuar quatre vegades més a Broadway i també va fer-ho a altres Estats i fins i tot al Canadà.
Tracy va aconseguir cert èxit unint forces amb el notable gestor d'accions William H. Wright a la primavera de 1924. Es va formar una associació escènica amb la jove actriu Selena Royle, que ja s'havia fet un nom a Broadway. Va resultar ser un atractiu popular i les seves produccions van tenir una acollida favorable. Una d'aquestes actuacions va cridar l'atenció de Tracy a un productor de Broadway, que li va oferir el protagonista en una nova obra. The Sheepman es va veure prèviament l'octubre de 1925, però va rebre males crítiques i es va tancar després de la seva prova a Connecticut. Abatut, Tracy es va veure obligat a tornar amb Wright.
A la tardor de 1926, a Tracy se li va oferir la seva tercera oportunitat a Broadway: un paper en una nova obra de teatre de George M. Cohan anomenada Yellow. Tracy va jurar que si l'obra no era un èxit, treballaria en un negoci "normal". Tracy estava nerviós per treballar amb Cohan, una de les figures més importants del teatre americà, però durant els assajos Cohan va anunciar: "Tracy, ets el millor maleït actor que hagi vist mai!" Yellow es va estrenar el 21 de setembre; les crítiques van ser mixtes, però va durar 135 actuacions. Va ser l'inici d'una important col·laboració per a Tracy: "Hauria abandonat l'escenari completament", va comentar més tard, "si no hagués estat per George M. Cohan". Cohan va escriure un paper específicament per a Tracy a la seva següent obra, The Baby Cyclone. Es va estrenar a Broadway el setembre de 1927 i va ser un èxit.
Tracy va seguir aquest èxit amb una altra obra de Cohan, Whispering Friends, i el 1929 va prendre el relleu de Clark Gable a Conflict, un drama a Broadway. Van seguir altres papers, però va ser el protagonista a Dread, escrit pel dramaturg guanyador del Premi Pulitzer Owen Davis el que va donar a Tracy moltes esperances d'èxit. La història del descens d'un home a la bogeria, Dread es va veure en preestrena a Brooklyn amb una excel·lent acollida, però l'endemà, es va produir la caiguda de la Borsa de Wall Street. No es va poder obtenir finançament, Dread no es va estrenar a Broadway. Després d'aquesta decepció, Tracy va tornar a pensar en deixar el teatre i tornar a Milwaukee per a una vida més estable.
El 1930 protagonitzà una obra de molt èxit, The Last Mile, gràcies a la qual va ser descobert pel director de cinema John Ford. La revista Commonweal va descriure Tracy com «un dels nostres millors i més versàtils actors joves» L'obra va ser un èxit de crítica, i va fer 289 actuacions.

### Fox (1930-1935)
Ford li va proposar interpretar la pel·lícula Up the River que va suposar el debut tant de Tracy com de Humphrey Bogart. Després de veure el rodatge sense editar, Fox Pictures immediatament li va oferir a Tracy un contracte a llarg termini. Sabent que necessitava els diners per a la seva família, amb el seu fill sord i recuperant-se de la pòlio, Tracy va signar amb Fox i es va traslladar a Califòrnia. Va aparèixer a l'escenari només una vegada més a la seva vida.
L'estudi va promocionar l'actor, publicant anuncis per a la seva segona pel·lícula Quick Millions (1931) amb el títol "A New Star Shines" (Una nova estrella brilla). Es van fer tres pel·lícules en ràpida successió, totes elles sense èxit a taquilla. Tracy es va trobar encasellat en comèdies, normalment interpretant un lladre o un estafador. El motlle es va trencar amb la seva setena pel·lícula, Disorderly Conduct (1932), i va ser la primera de les seves pel·lícules des d'Up the River que va donar beneficis.

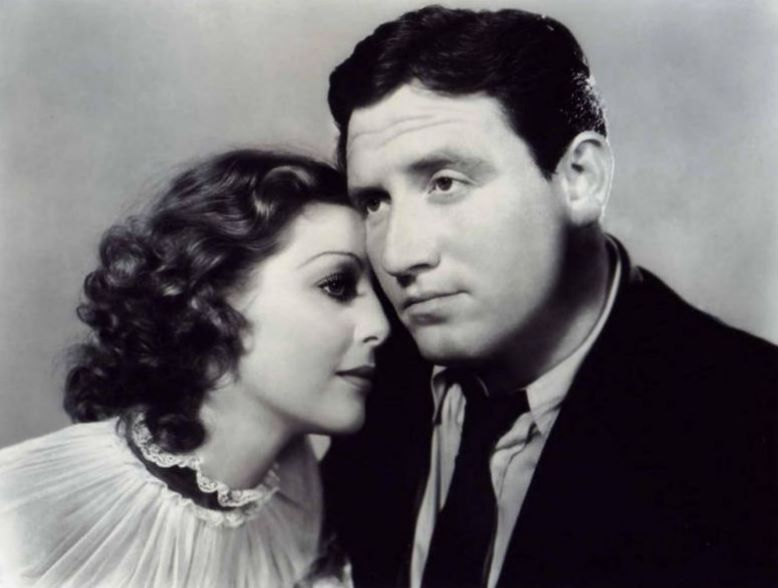
Tracy va aparèixer amb Loretta Young a Man's Castle (1933)

Els crítics van començar a fixar-se en Tracy amb The Power and the Glory (1933). La història de l'ascens d'un home a la prosperitat va tenir un guió de Preston Sturges i l'actuació de Tracy com a magnat del ferrocarril Tom Garner va rebre crítiques uniformement fortes. Malgrat aquesta atenció, les dues pel·lícules següents de Tracy van passar en gran part desapercebudes. Es preveia que Man's Castle (1933) amb Loretta Young seria un èxit, però només va obtenir un petit benefici. The Show-Off (1934), per a la qual va ser cedit a Metro-Goldwyn-Mayer, va resultar popular, però les seves estrenes posteriors van continuar sense èxit.
Els detalls sobre com va acabar la relació de Tracy amb Fox no estan clars: més tard a la vida, Tracy sostenia que va ser acomiadat pel seu comportament borratxo, però els registres de Fox no donen suport a aquest relat. Encara estava sota contracte amb l'estudi quan Metro-Goldwyn-Mayer va mostrar el seu interès per l'actor. Necessitaven una nova estrella masculina i van contactar amb Tracy el 2 d'abril de 1935, oferint-li un contracte de set anys. Aquella tarda, es va trencar el contracte entre Tracy i Fox «per consentiment mutu». Tracy va fer un total de 25 pel·lícules durant els cinc anys que va estar amb Fox Film Corporation, la majoria de les quals van perdre diners a la taquilla.

### Metro-Goldwyn-Mayer (1935-1955)

#### Guanyant prestigi
L'any 1935 va signar un contracte en exclusiva amb la Metro, amb qui va treballar durant vint anys. A la dècada de 1930, Metro-Goldwyn-Mayer era l'estudi de producció cinematogràfica més respectat a Hollywood. Quan Tracy hi va arribar, era gairebé desconegut. El biògraf James Curtis va escriure: «Tracy amb prou feines era un punt al baròmetre de taquilla el 1935, un estimat dels crítics i poc més». Tanmateix, era ben conegut per ser un esvalotador. El productor Irving Thalberg, tanmateix, estava entusiasmat amb treballar amb l'actor, i va dir a la periodista Louella Parsons: "Spencer Tracy es convertirà en una de les estrelles més valuoses de MGM."
Curtis assenyala que l'estudi va gestionar Tracy amb cura, un canvi benvingut respecte a la ineptitud i l'apatia que havia conegut mentre estava a la Fox, que va ser com "una injecció d'adrenalina" per a l'actor. La seva primera pel·lícula sota el nou contracte va ser la ràpidament produïda The Murder Man (1935), que incloïa el debut al llargmetratge de James Stewart. Aleshores Thalberg va començar una estratègia d'associar Tracy amb les millors actrius de l'estudi: Whipsaw (1935) va ser coprotagonitzada per Myrna Loy i va ser un èxit comercial. Riffraff (1936) va posar Tracy davant de Jean Harlow. Ambdues pel·lícules, però, van ser dissenyades i promocionades per mostrar les seves actrius principals, continuant així la reputació de Tracy com a estrella secundària.
Fury (1936) va ser la primera pel·lícula que va demostrar que Tracy podia tenir un èxit pel seu propi mèrit.
Dirigida per Fritz Lang, Tracy va interpretar un home innocent que jura venjança després d'haver escapat de la mort per linxament. La pel·lícula i l'actuació van rebre excel·lents crítiques. Va obtenir un benefici d'1,3 milions de dòlars a tot el món.
Fúria va ser seguida un mes més tard amb l'estrena de la pel·lícula de desastres de gran pressupost San Francisco (1936). Tracy va interpretar un paper secundari al costat de Clark Gable a la pel·lícula, cosa que va permetre al públic veure'l amb la millor estrella masculina a Hollywood. Sobre el paper d'un sacerdot, Tracy va sentir una gran responsabilitat en la representació de l'església. Tot i tenir només 17 minuts de pantalla, Tracy va ser molt elogiada per la seva actuació i va rebre una nominació a l'Oscar al millor actor. Donald Deschner, al seu llibre sobre Tracy, dona crèdit a Fury i  San Francisco com les «dues pel·lícules que van canviar la seva carrera i li van donar l'estatus d'una gran estrella».
En aquest punt, Tracy va entrar en un període de sobrietat autoimposada i MGM va expressar el seu plaer amb la professionalitat de Tracy. La seva reputació pública va continuar creixent amb Libeled Lady (també el 1936), una comèdia screwball que el va posar amb William Powell, Loy i Harlow. Segons Curtis, «Powell, Harlow i Loy es trobaven entre els atractius més importants de la indústria, i la facturació igual en una empresa tan potent només podria servir per avançar en la posició de Tracy». Libeled Lady va ser la seva tercera pel·lícula d'èxit en sis mesos.

#### Guanyador dels Oscars

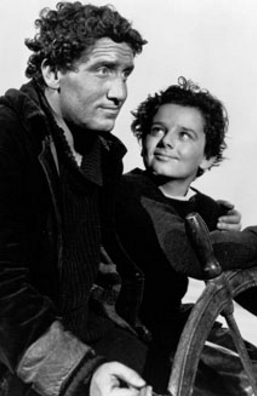
Tracy i Freddie Bartholomew a Captains Courageous (1937)

Tracy va aparèixer en quatre pel·lícules estrenadas el 1937. They Gave Him a Gun, un drama criminal, va passar en gran part desapercebut, però Captains Courageous va ser un dels principals esdeveniments cinematogràfics de l'any. Tracy va interpretar un pescador portuguès a la pel·lícula d'aventures, basada en la novel·la de Rudyard Kipling. Se sentia incòmode fingint un accent estranger, i es va ressentir de tenir els cabells arrissats, però el paper va ser un èxit entre el públic i Tracy va guanyar el seu primer Oscar al millor actor. A Captains Courageous la va seguir Big City amb Luise Rainer i Mannequin amb Joan Crawford, la darrera de les quals va tenir un bon rendiment a la taquilla. Amb dos anys de pel·lícules d'èxit i reconeixement de la indústria, Tracy es va convertir en una estrella als Estats Units. Una enquesta de 1937 de 20 milions de persones per trobar el «rei i la reina de Hollywood» va situar Tracy en sisena posició entre els homes.
Tracy es va reunir amb Clark Gable i Myrna Loy per a Test Pilot (1938). La pel·lícula va ser un altre gran èxit comercial i de crítica, consolidant permanentment la noció de Gable i Tracy com a equip a l'imaginari públic.
Basant-se en la resposta positiva que havia rebut a San Francisco, MGM va tornar a convertir Tracy en sacerdot a Boys Town (també de 1938). Retratar Edward J. Flanagan, un sacerdot catòlic i fundador dels Boys Town a Nebraska, va ser un paper que Tracy es va prendre seriosament: «Estic molt ansiós per fer una bona feina com el pare Flanagan que em preocupa, em manté despert a la nit.» Tracy va rebre bones crítiques per la seva actuació, i la pel·lícula va recaptar 4 milions de dòlars a tot el món. Per segon any consecutiu, Tracy va rebre un Oscar al millor actor. Es va mostrar humil sobre el reconeixement i va dir en el seu discurs d'acceptació: «Sincerament, no crec que pugui acceptar aquest premi... Només puc acceptar-lo tal com havia de ser per a un gran home: el pare Flanagan». Encara que es va quedar amb el seu Oscar, es va escolpir una segona estatueta i enviada immediatament a Flanagan. Tracy figurava com la cinquena estrella de taquilla més gran del 1938.
Encara en la seva etapa a MGM va estar nominat per El pare de la núvia (1950) i Conspiració de silenci (1955). Ja com a estrella independent, va estar nominat per El vell i la mar (1958), L'herència del vent (1960), Els judicis de Nuremberg (1961) i, pòstumament, per Endevina qui ve a sopar (1967).
Tracy va estar absent de les pantalles durant gairebé un any abans de tornar a Fox en préstec i va aparèixer com Henry M. Stanley a Stanley and Livingstone (1939) amb Nancy Kelly. Curtis sosté que la no visibilitat de Tracy va afectar poc la seva posició davant el públic o els expositors. L'octubre de 1939, una enquesta de la revista Fortune sobre els actors de cinema preferits del país va incloure a Tracy en primer lloc.

#### Estrella establerta
MGM va aprofitar la popularitat de Tracy i escollint-lo per quatre pel·lícules el 1940. I Take This Woman amb Hedy Lamarr va ser un fracàs crític i comercial, però el drama històric El pas del nord-oest—la primera pel·lícula de Tracy en Technicolor—va tenir èxit popular. Després va retratar Thomas Edison a Edison, the Man. Howard Barnes del New York Herald Tribune no va quedar encantat amb la història, però va escriure que Tracy, «per pura persuasió de la seva actuació», va fer que la pel·lícula fos digna. Boom Town va ser la tercera i última pel·lícula de Gable-Tracy, protagonitzada també per Claudette Colbert i Hedy Lamarr, fent-la una de les pel·lícules més esperades de l'any. La pel·lícula es va obrir a la multitud més gran des d'Allò que el vent s'endugué.
Tracy va signar un nou contracte amb MGM l'abril de 1941, que el pagava 5.000 dòlars setmanals i el limitava a tres pel·lícules a l'any, donat que Tracy havia expressat la necessitat de reduir la seva càrrega de treball. El contracte també deia per primera vegada que la seva facturació havia de ser «la d'una estrella». Contràriament a la creença popular, el contracte no incloïa una clàusula perquè fos el millor pagat, però a partir d'aquest moment, en totes les pel·lícules en què Tracy va aparèixer en primer lloc el seu nom.
Tracy va tornar al paper de Father Flanagan per a la seqüela Men of Boys Town (1941). Va ser seguit per l'única aventura de Tracy en el gènere de terror, una adaptació de Dr. Jekyll and Mr. Hyde (també 1941), coprotagonitzada per Ingrid Bergman i Lana Turner. Tracy no estava content amb la pel·lícula, no li agradava el maquillatge pesat que necessitava per interpretar a Hyde. La resposta crítica a la pel·lícula va ser mixta i va portar a Tracy les úniques crítiques negatives de la seva carrera. La pel·lícula va tenir un èxit financer, però, va guanyar més de 2 milions de dòlars a taquilla.

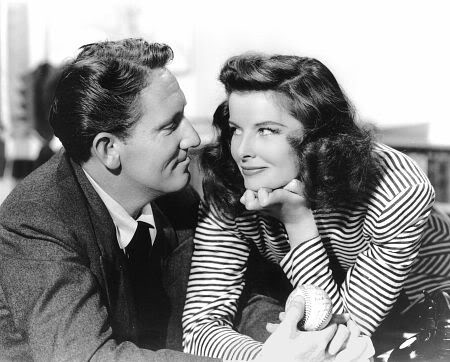
imatge publicitària fer a Woman of the Year (1942), la primera de nou pel·lícules que Tracy va fer amb Katharine Hepburn

Tracy havia de protagonitzar una versió cinematogràfica de The Yearling el 1942, però diverses dificultats al plató i el mal temps a la ubicació van obligar a MGM a deixar la producció. Amb el final d'aquest projecte, va estar disponible per a la nova pel·lícula de Katharine Hepburn, Woman of the Year (1942). Hepburn admirava molt Tracy, anomenant-lo «the best movie actor there was» (el millor actor de cinema que hi ha hagut). L'havia desitjat pel seu vehicle de tornada, The Philadelphia Story (1940). Hepburn estava encantat que Tracy estigués disponible per a Woman of the Year, dient «I was just damned grateful he was willing to work with me.» (Estava molt agraïda que estigués disposat a treballar amb mi.) La comèdia romàntica va tenir un bon rendiment a la taquilla i va rebre crítiques positives. a escriure al New York World-Telegram: «Per començar, compta amb Katharine Hepburn i Spencer Tracy en els papers principals. Això en si mateix seria suficient per fer qualsevol pel·lícula memorable, però quan aconsegueixes que Tracy i Hepburn facin actuacions brillants, tens una cosa per celebrar.»
Woman of the Year va ser seguida per una adaptació de Tortilla Flat de John Steinbeck (també 1942) que va tenir una resposta tèbia. MGM no va dubtar a repetir l'equip de Tracy i Hepburn a Keeper of the Flame (1943). Malgrat la feble recepció de la crítica, la pel·lícula va superar en taquilla a Woman of the Year confirmant la força de la seva associació.
Les tres següents aparicions de Tracy van ser pel·lícules basades en la guerra. A Guy Named Joe (1943) amb Irene Dunne va superar a San Francisco per convertir-se en la seva pel·lícula més taquillera fins aquell moment. The Seventh Cross (1944), una pel·lícula de suspens sobre una fugida d'un camp de concentració nazi, va rebre l'aclamació de la crítica. Va ser seguida per la pel·lícula d'aviació Thirty Seconds Over Tokyo (1944). Sobre la força d'aquests tres llançaments, l'enquesta anual de Quigley poll va revelar que Tracy era l'estrella més gran a taquilla de MGM el 1944, La seva única pel·lícula l'any següent va ser la tercera amb Hepburn, Without Love (1945), una comèdia romàntica lleugera que va tenir un bon rendiment a la taquilla malgrat el poc entusiasme de la crítica.

#### Teatre i cinema
El 1945, Tracy va tornar als escenaris per primera vegada en 15 anys. Havia passat per una mala ratxa personal, que va culminar amb una estada a l'hospital, i Hepburn va pensar que una obra de teatre l'ajudaria a recuperar el seu focus. Tracy va dir a un periodista a l'abril: «Torno a Broadway per veure si encara puc actuar.» L'obra va ser The Rugged Path per Robert E. Sherwood. Es va veure per primera vegada a Providence el 28 de setembre, amb un públic que va exhaurir les localitats i una resposta tèbia. Va ser una producció difícil. El director Garson Kanin va escriure més tard: «En els deu dies anteriors a l'obertura de Nova York, totes les relacions importants s'havien deteriorat. Spencer estava tens i inflexible, no podia o no volia prendre direcció». Tracy es va plantejar deixar l'espectacle abans que s'estrenés a Broadway, i hi va estar només sis setmanes abans d'anunciar la seva intenció de tancar l'espectacle. Va tancar el 19 de gener de 1946, després de 81 representacions. Més tard, Tracy va explicar a un amic: «No podia dir aquestes maleïdes línies una i una altra i una altra vegada cada nit... Almenys cada dia és un nou dia per a mi a les pel·lícules... Però aquesta cosa, cada dia, cada dia, una vegada i una altra.»

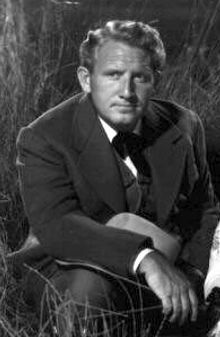
Imatge publicitària per a The Sea of Grass (1947)

Tracy va estar absent de les pantalles el 1946, el primer any des del seu debut cinematogràfic que no hi va haver cap estrena de Spencer Tracy. La seva següent pel·lícula va ser The Sea of Grass (1947), un melodrama ambientat al Far West amb Hepburn. Similar a Keeper of the Flame i Without Love, una resposta tèbia de la crítica no va impedir que fos un èxit financer tant als Estats Units com a l'estranger. La va seguir més tard aquell any Cass Timberlane, en què va fer de jutge. Va ser un èxit comercial, però Curtis assenyala que la coprotagonista Lana Turner va eclipsar Tracy en la majoria de les crítiques.
Una cinquena pel·lícula amb Hepburn, el drama políticState of the Union de Frank Capra, es va estrenar el 1948. Tracy va interpretar un candidat presidencial a la pel·lícula, que va ser ben rebuda. Després va aparèixer a Edward, My Son (1949) amb Deborah Kerr. A Tracy no li va agradar. La pel·lícula va ser la que va fer perdre més diners de Tracy a MGM.
Tracy va acabar la dècada de 1940 amb Malaya (1949), una pel·lícula d'aventures amb James Stewart, i Adam's Rib (també 1949) , una comèdia amb Tracy i Hepburn interpretant a advocats casats que s'oposen als tribunals. Els amics de Tracy i Hepburn, Garson Kanin i Ruth Gordon, van escriure els papers específicament per als dos protagonistes. La pel·lícula va rebre bones crítiques i es va convertir en la pel·lícula de Tracy-Hepburn més taquillera fins llavors. El crític de cinema Bosley Crowther va escriure: «Mr. Tracy and Miss Hepburn are the stellar performers in this show and their perfect compatibility in comic capers is delightful to see.» (El Sr. Tracy i la senyoreta Hepburn són els intèrprets estel·lars d'aquest espectacle i la seva perfecta compatibilitat amb els girs còmics és encantadora de veure.)

#### Últims anys de MGM

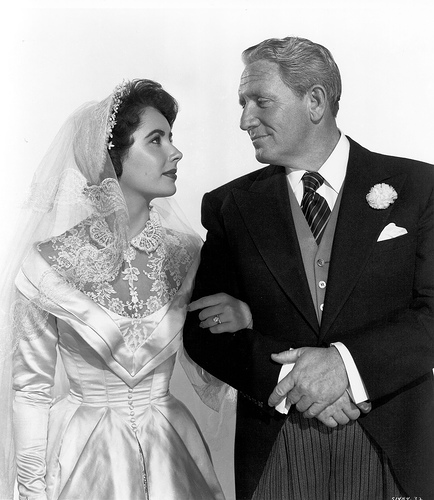
Tracy i Elizabeth Taylor en una imatge promocional per a El pare de la núvia (1950). El paper còmic de Stanley Banks va ser una de les nou actuacions de Tracy nominades a l'Oscar.

Tracy va rebre la seva primera nominació a l'Oscar en 12 anys per interpretar el paper de Stanley Banks a El pare de la núvia (1950). A la pel·lícula de comèdia, Banks intenta fer front als preparatius per al proper casament de la seva filla (Elizabeth Taylor). La pel·lícula va ser el major èxit comercial de la carrera de Tracy fins llavors, guanyant 6 milions de dòlars a tot el món. MGM volia una seqüela, i encara que Tracy no estava segur, va acceptar. Father's Little Dividend (1951) es va estrenar deu mesos després i va tenir un bon rendiment a la taquilla. A partir de les dues pel·lícules, Tracy va tornar a ser una de les millors estrelles del país.
Tracy va interpretar un advocat a The People Against O'Hara (1951) i va tornar a fer equip amb Hepburn per a la comèdia esportiva Pat and Mike (1952), el segon llargmetratge escrit expressament per a ells de Kanin i Gordon. Pat and Mike es va convertir en una de les pel·lícules més populars i aclamades per la crítica del duo. Tracy va seguir amb Plymouth Adventure (també el 1952), un drama històric ambientat a bord del Mayflower, coprotagonitzat per Gene Tierney. Va tenir poca resposta de la crítica i de taquilla i va registrar una pèrdua d'1,8 milions de dòlars per a MGM. Tracy va tornar al paper d'un pare preocupat a The Actress (1953). El productor Lawrence Weingarten va recordar: «That film... got more [acclaim] from the critics than any film I ever made in all the years, and we didn't make enough to pay for the ushers in the theatre.» (Aquesta pel·lícula... va tenir més [aclamació] de la crítica que qualsevol pel·lícula que he fet en tots els anys, i no vam guanyar prou per pagar els acomodadors al teatre.) Per la seva actuació a The Actress, Tracy va guanyar un Globus d'Or i una nominació al BAFTA.
MGM va cedir Tracy a Fox per a la ben rebut western Broken Lance, la seva única pel·lícula estrenada el 1954. El 1955, Tracy va rebutjar 37 hores desesperades de William Wyler perquè no volia fer un paper secundari de Humphrey Bogart. En canvi, Tracy va aparèixer com una protagonista amb un sol braç que s'enfronta a l'hostilitat d'una petita ciutat del desert a Conspiració de silenci (1955), una pel·lícula dirigida per John Sturges. Pel seu treball, Tracy va rebre una cinquena nominació a l'Oscar i va rebre el Premi al millor actor al Festival de Cannes.
Tracy havia estat personalment descontent amb la pel·lícula i va amenaçar de marxar durant la producció. Aquest comportament es va convertir en un fet habitual per a Tracy, que era cada cop més letàrgic i cínic. Va començar la producció de Tribute to a Bad Man l'estiu de 1955, però es va retirar quan va afirmar que el lloc de rodatge a les muntanyes de Colorado li donava mal d'altura. Els problemes causats per la pel·lícula van trencar la relació de Tracy amb MGM. El juny de 1955, era una de les dues estrelles restants dels anys àlgids de l'estudi (l'altre era Robert Taylor), però amb el seu contracte pendent de renovació, Tracy va optar per ser autònom per a la primera vegada en la seva carrera cinematogràfica.

### Carrera independent (1955-1967)
La primera aparició de Tracy després de MGM va ser a The Mountain (1956) amb Robert Wagner, que interpretava al seu germà molt més petit (Wagner havia interpretat abans el seu fill a Broken Lance). La filmació als Alps francesos va resultar una experiència difícil, i va amenaçar amb abandonar el projecte. La seva actuació li va valer una nominació als BAFTA com a millor actor estranger. Després, Tracy i Hepburn es van emparellar per vuitena vegada a la comèdia d'oficina Desk Set (1957). Se'l va haver de convèncer de nou per quedar-se amb la pel·lícula, que va tenir una resposta tèbia.
Tracy va aparèixer a El vell i la mar (1958), un projecte que portava cinc anys en desenvolupament. Una adaptació de la novel·la homònima El vell i la mar d'Ernest Hemingway, l'agent de Hemingway, Leland Hayward, havia escrit prèviament a l'autor: «De tota la gent de Hollywood , el que més s'acosta a mi en qualitat, en personalitat i veu, en dignitat personal i capacitat, és Spencer Tracy.» Tracy estava encantat d'haver rebut la proposta pel paper. Li van dir que perdés algunes dels seus 95 kg (210 lliures) abans de començar el rodatge, però no ho va fer. Hemingway va informar així que Tracy era una «terrible responsabilitat per a la pel·lícula», i es va haver de tranquil·litzar que l'estrella estava sent fotografiada amb cura per dissimular el seu problema de pes. Apareixent tot sol a la pantalla durant la major part de la pel·lícula, Tracy considerava El vell i la mar el paper més dura que mai va interpretar. En revisar l'actuació, Jack Moffitt de The Hollywood Reporter va dir que era «tan íntima i reveladora de l'experiència humana universal que, per a mi, gairebé transcendia l'actuació i es convertia en realitat». Tracy va rebre nominacions als premis Oscar i BAFTA per l'obra.

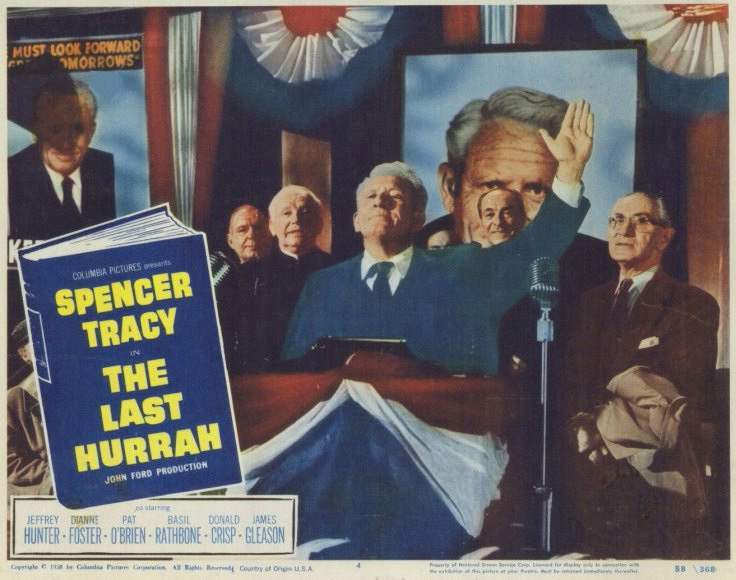
Cartell de L'últim hurra (1958) de John Ford

Després d'abandonar dos projectes, inclòs una proposta de nova versió de Der blaue Engel amb Marilyn Monroe, que tots dos van rebutjar. El següent llargmetratge de Tracy va ser L'últim hurra (1958). El va reunir amb el seu director debut, John Ford, després de 28 anys i el seu amic de la infància Pat O'Brien. Tracy va trigar un any a comprometre's amb el projecte, en el qual va interpretar un alcalde irlandès-estatunidenc que buscava la reelecció. La pel·lícula va rebre una crítica favorable, però no va tenir èxit comercial. A finals de 1958, el National Board of Review va nomenar Tracy millor actor de l'any. No obstant això, va començar a reflexionar sobre la jubilació, amb Curtis escrivint que estava «crònicament cansat, infeliç, malalt i sense interès per la feina».

#### Societat amb Stanley Kramer

L'herència del vent (1960), la primera de quatre pel·lícules Tracy va fer amb Stanley Kramer, va representar el Judici Scopes de 1925

Tracy no va tornar a aparèixer a la pantalla fins a l'estrena de L'herència del vent (1960), una pel·lícula basada en el Judici Scopes de 1925 que va debatre el dret a ensenyar l'evolució a les escoles. El director Stanley Kramer va buscar a Tracy per al paper de l'advocat Henry Drummond (basat en Clarence Darrow), des del principi. Al costat de Tracy hi havia Fredric March, una parella que Variety descrita com «un cop de geni del càsting... Tots dos homes són encanteris en el sentit més elogiós de la paraula». La pel·lícula va suposar a Tracy algunes de les millors crítiques de la seva carrera (va ser nominat a un Oscar, un premi BAFTA i un premi Globus d'Or per l'actuació), però no va ser un èxit comercial.
A la pel·lícula de catàstrofe El diable a les quatre (1961), Tracy va interpretar un sacerdot per quarta vegada en la seva carrera. El seu coprotagonista, Frank Sinatra, va cedir el cap de cartell per garantir Tracy per a la pel·lícula. Continuant amb el seu patró d'indecisions,, Tracy es va retirar breument de la producció abans de tornar a comprometre's. Els crítics no es van mostrar entusiastes amb la pel·lícula, que no obstant això va ser taquilla més exitosa d'una pel·lícula de Tracy des de El pare de la núvia.
L'herència del vent va començar una col·laboració perdurable entre Stanley Kramer i Tracy: Kramer va dirigir les tres pel·lícules finals de Tracy. Els judicis de Nuremberg, estrenada a finals de 1961, va ser el seu segon llargmetratge junts. La pel·lícula representa el judici dels jutges nazis pel seu paper en l'Holocaust. Abby Mann va escriure el paper del jutge Haywood tenint el cap a Tracy; Tracy el va anomenar el millor guió que havia llegit mai. Al final de la pel·lícula, Tracy va pronunciar un discurs de 13 minuts. Ho va gravar en una sola presa i va rebre un aplaudiment per part del repartiment i del grup. En veure la pel·lícula, Mann va escriure a Tracy: «Tots els escriptors haurien de tenir l'experiència de tenir Spencer Tracy dient les seves línies. No hi ha res al món com això.» La pel·lícula va rebre crítiques positives i una gran audiència; Tracy va rebre una vuitena nominació a l'Oscar per la seva actuació.

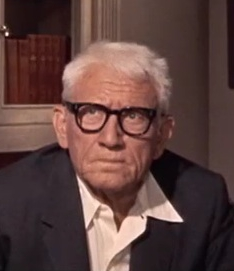
A Endevina qui ve a sopar (1967). Tracy va morir 17 dies després d'haver acabat el rodatge.

Tracy va rebutjar els papers a Long Day's Journey into Night (1962) i Il gattopardo (1963), i va haver de retirar-se del repartiment d'estrelles de la MGM La conquesta de l'Oest (1962) quan va coincidir amb Els judicis de Nuremberg. No obstant això, va poder gravar la pista narrativa de la pel·lícula. En aquella època, Tracy ja tenia molt mala salut, i treballar es va convertir en un repte. El 1962, va fer el paper del capità T. G. Culpeper a la comèdia de Kramer El món és boig, boig, boig (1963), una paper petit però clau que va poder completar en nou dies no consecutius. La pel·lícula es va estrenar el novembre de 1963. El nom de Tracy encapçalava la llista d'intèrprets, i la comèdia es va convertir en una de les pel·lícules americanes més taquilleras d'aquell any. A mesura que la seva salut empitjorava, va haver de cancel·lar els compromisos amb El gran combat (1964) i El rei del joc (1965). Les ofertes de pel·lícules van continuar arribant, però Tracy no va tornar a treballar fins al 1967, quan va prendre el paper protagonista a la pel·lícula de Kramer Endevina qui ve a sopar (1967), la novena i última pel·lícula de Tracy amb Hepburn.
Endevina qui ve a sopar va explorar el tema del matrimoni interracial, amb Tracy interpretant un director de diari de mentalitat liberal els valors del qual es posen en dubte quan la seva filla vol casar-se amb un home negre, interpretat per Sidney Poitier. Tracy semblava feliç de tornar a treballar, però va dir als periodistes que visitaven el plató que la pel·lícula seria la seva última perquè es retiraria definitivament després de la filmació a causa dels seus problemes de salut. Per començar el rodatge, Tracy va haver d'estar assegurat per l'alta prima de 71.000 dòlars si moria durant el rodatge; Hepburn i Kramer van posar els seus sous en depòsit fins que Tracy va completar les seves escenes. A causa de la seva mala salut, Tracy només podia treballar dues o tres hores al dia. Va completar la seva última escena el 24 de maig de 1967. Tracy va morir 17 dies després d'un atac de cor el 10 de juny.
La pel·lícula es va estrenar el desembre de 1967 i, tot i que les crítiques es van barrejar, Curtis assenyala que «l'actuació de Tracy va ser elogiada en gairebé tots els casos». Brendan Gill de The New Yorker a escriure que Tracy va fer «una actuació impecable i, sota les circumstàncies, desgarradora». La pel·lícula es va convertir en la més taquillera de Tracy. Va rebre una nominació pòstuma al Millor Actor —la seva novena— als Oscars de 1967, juntament amb una nominació al Globus d'Or i un BAFTA al Millor Actor.

## Vida personal

### Matrimoni i vida familiar
El maig de 1923 es va prometre amb l'actriu Louise Treadwell, i es van casar el 10 de setembre del mateix any.
El seu fill, John Ten Broeck Tracy, va néixer el juny de 1924. Quan John tenia 10 mesos, Louise va descobrir que el nen era sord. Es va resistir a dir-li a Tracy durant tres mesos. Tracy va quedar devastat per la notíciai va sentir culpa tota la vida per la sordesa del seu fill, convençut que la discapacitat auditiva de John era un càstig pels seus propis pecats. Com a resultat, Tracy tenia problemes per connectar amb el seu fill i es va distanciar de la seva família. Joseph L. Mankiewicz, un amic de Tracy, va teoritzar més tard: «[Tracy] no va deixar Louise. Va deixar l'escena de la seva culpa.» Una filla, Louise "Susie" Treadwell Tracy, va néixer el juliol de 1932. Els nens es van criar amb la fe de la seva mare, l'episcopal.
Tracy va abandonar la casa familiar el 1933, i ell i Louise van discutir obertament la separació amb els mitjans de comunicació, sostenint que encara eren amics i no havien pres una acció de divorci. De setembre de 1933 a juny de 1934, Tracy va tenir una relació pública amb Loretta Young, la seva coprotagonista a Man's Castle. Es va reconciliar amb Louise el 1935. No hi va haver mai més una separació oficial entre Tracy i la seva dona, però el matrimoni va continuar amb problemes. Tracy vivia cada cop més als hotels i, a la dècada de 1940, els dos vivien efectivament vides separades. Tracy sovint tenia afers extramatrimonials, inclòs amb les seves companyes Joan Crawford el 1937 i Ingrid Bergman el 1941. Va tenir una aventura amb Myrna Loy el 1935 i el 1936. El 1990, durant una entrevista telefònica amb l'educador Alan Greenberg, Loy va revelar que estava enamorada de Tracy. «Vaig estimar a Spence, era adorable... L'estimava i realment l'estimava. L'estimava. Vull dir que estava enamorada d'ell i ella [Katharine Hepburn] es va posar en el camí.» Més tard, durant la dècada de 1940, Loy visitava regularment Tracy a Beverly Hills a la seva habitació d'hotel.

### Katharine Hepburn

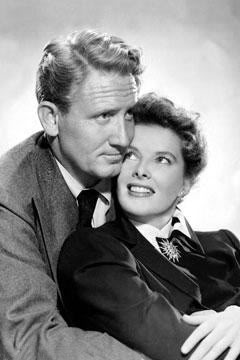
La relació de Tracy amb la seva freqüent coprotagonista Katharine Hepburn va durar des de 1941 fins a la seva mort. Imatge promocional de Without Love (1945).

Mentre feia Woman of the Year el setembre de 1941, Tracy va començar el que s'havia de convertir en una relació de tota la vida amb Katharine Hepburn. L'actriu es va dedicar a ell, i la seva relació va durar fins a la seva mort 26 anys després. Tracy mai va tornar a viure a la casa familiar, tot i que la visitava regularment.
Els magnats de la MGM van tenir cura de protegir les seves estrelles de la controvèrsia,i Tracy volia ocultar la seva relació amb Hepburn a la seva dona, així que es va ocultar al públic. La parella no va viure junts fins als últims anys de la vida de Tracy, quan van compartir una casa de camp a la finca de George Cukor a Beverly Hills. A Hollywood, però, la naturalesa íntima de l'associació Tracy-Hepburn era un secret a veus.
Ni Tracy ni la seva dona es van mirar mai de divorciar-se, malgrat la seva separació. Li va dir a Joan Fontaine: «Puc divorciar-me quan vulgui, però a la meva dona i a Kate els agraden les coses tal com estan.» Louise, mentrestant, va comentar: «Seré la senyora Spencer Tracy fins al dia que em mori.» Hepburn no va interferir i mai va lluitar pel matrimoni.

### Personalitat
Tracy era un catòlic confessat, però la seva cosina, Jane Feely, va dir que no seguia devotament la religió: «Sovint tampoc era un catòlic pràctic. Jo l'anomenaria catòlic espiritual». Garson Kanin, un amic de Tracy durant 25 anys, el va descriure com «un veritable creient» que respectava la seva religió. En períodes de la seva vida, Tracy assistia regularment a missa. Tracy no creia que els actors haguessin de donar a conèixer les seves opinions polítiques, però el 1940 va prestar el seu nom al comitè "Hollywood for Roosevelt" i personalment identificat com un Demòcrata.
Tracy va lluitar amb l'alcoholisme al llarg de la seva vida adulta, una malaltia que li va venir del costat de la família del seu pare. En lloc de ser un bevedor constant, com es pensa habitualment, era propens a períodes d'afartament d'alcohol. Loretta Young va remarcar que Tracy era «horrible» quan estava borratxo, i va ser arrestat dues vegades pel seu comportament mentre estava intoxicat. A causa d'aquesta mala reacció a l'alcohol, Tracy s'embarcava regularment en períodes prolongats de sobrietat i va desenvolupar una rutina de tot o res.
Tracy era propens a patir atacs de depressió i ansietat: va ser descrit per la senyora Tracy com amb "la disposició més volàtil que he vist mai, als núvols un minut i a les profunditats al següent. I quan està baix, està molt, molt baix." Va patir d'insomni al llarg de la seva vida. Com a resultat, Tracy va passar a dependre dels barbitúrics per dormir, seguit de la dexedrina per funcionar. Hepburn, que va adoptar un paper d'infermera en vers Tracy, no va poder entendre la infelicitat de la seva parella. Va escriure a la seva autobiografia: «Què era?... Mai en pau... Torturat per algun tipus de culpa. Una misèria terrible.»

### Malaltia i mort
La vida adulta de Tracy amb alcoholisme, fumant cigarrets, prenent píndoles i tenint sobrepès el va deixar amb mala salut quan va arribar als 60 anys. El 21 de juliol de 1963, Tracy va ser hospitalitzat després d'un greu atac d'esgotament. Els metges van trobar que patia un edema pulmonar, on s'acumula líquid als pulmons a causa d'una incapacitat del cor per bombar correctament. També van declarar la seva pressió arterial perillosament alta. A partir d'aquest moment, Tracy va romandre molt feble, i Hepburn es va traslladar a casa seva per oferir-li una atenció constant. Al gener de 1965, va ser diagnosticat amb malaltia cardíaca hipertensiva i també va començar un tractament per a un diagnòstic prèviament ignorat de diabetis mellitus. Tracy gairebé va morir el setembre de 1965: una estada a l'hospital després d'una prostatectomia va provocar que els seus ronyons fallessin, i va passar la nit en coma. La seva recuperació l'endemà va ser descrita pel seu metge adjunt com «una mena de miracle».
Tracy va passar la major part dels dos anys següents a casa amb Hepburn, vivint el que va descriure com una vida tranquil·la: llegint, pintant i escoltant música. El 10 de juny de 1967, 17 dies després d'haver completat el que va ser el seu darrer paper cinematogràfic a Endevina qui ve a sopar, Tracy es va despertar a les 3:00 de la matinada per preparar-se una tassa de te al seu apartament a Beverly Hills. Hepburn va descriure a la seva autobiografia com el va seguir a la cuina: «Just as I was about to give [the door] a push, there was a sound of a cup smashing to the floor—then clump—a loud clump.» (Just quan estava a punt de donar una empenta [a la porta], es va sentir el so d'una tassa que s'estavellava al terra, després un fort soroll sec.) Va entrar a l'habitació per trobar Tracy estirat mort d'una insuficiència cardíaca a l'edat de 67 anys. Hepburn va recordar: «He looked so happy to be done with living, which for all his accomplishments had been a frightful burden for him.» (Semblava tan feliç d'haver acabat de viure, el que malgrat tots els seus èxits havia estat una càrrega espantosa per a ell). El publicista de la MGM Howard Strickling va dir als mitjans de comunicació que Tracy estava sol quan va morir i va ser trobat per la seva mestressa.
El 12 de juny es va celebrar una missa de difunts per a Tracy a l'Església Catòlica Immaculate Heart of Mary a East Hollywood. Els portadors actius inclouen George Cukor, Stanley Kramer, Frank Sinatra, James Stewart i John Ford. Per consideració a la família de Tracy, Hepburn no va assistir al funeral. Tracy està enterrat a Forest Lawn Memorial Park, Glendale, prop de la seva dona Louise, el seu fill John i la seva filla Susie.

## Valoració i llegat

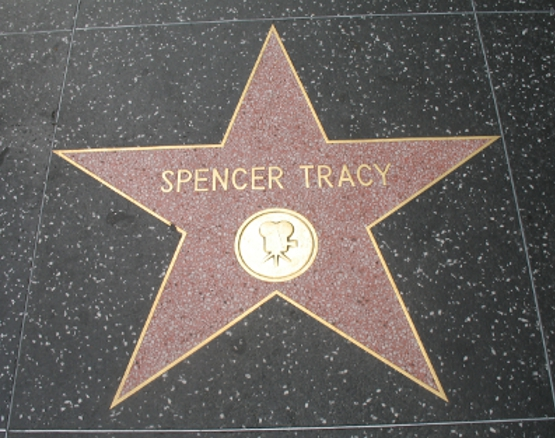
L'estrella de Tracy al Passeig de la Fama de Hollywood, al núm. 6814 de Hollywood Boulevard

Al segle XXI, Tracy és conegut pel públic general sobretot per la seva associació amb Katharine Hepburn. Continua rebent elogis dels estudiosos del cinema: el crític Leonard Maltin anomena Tracy «un dels millors actors del segle xx», mentre que la historiadora del cinema Jeanine Basinger descriu la seva carrera com un «rècord d'or d'assoliments cinematogràfics». Charles Matthews, escrivint a The Washington Post, argumenta que «Tracy mereix ser recordat per ell mateix, com un mestre de la tècnica d'actuació».
Un premi a l'excel·lència en la interpretació cinematogràfica s'atorga en nom de Tracy a la Universitat de Califòrnia a Los Angeles. Els anteriors destinataris del premi Spencer Tracy de la UCLA inclouen Kirk Douglas, Michael Douglas, Morgan Freeman, Tom Hanks, Anthony Hopkins, James Stewart i Denzel Washington.
Hepburn va presentar un documental de PBS de 1986 titulat The Spencer Tracy Legacy. Inclou clips de les pel·lícules de Tracy i imatges d'arxiu entre bastidors i pel·lícules casolanes de la vida privada i la carrera de Tracy, així com entrevistes recentment filmades amb moltes de les seves antigues coprotagonistes, i amb la seva filla Susie Tracy. El 2009, Tracy va inspirar al personatge Carl a la pel·lícula Up de Pixar, guanyadora de l'Oscar a la millor pel·lícula d'animació. El director Pete Docter va explicar que hi ha «alguna cosa dolça en aquests vells malhumorats». El 2014, una pel·lícula sobre la relació de Tracy amb Katharine Hep es va anunciar que estava en desenvolupament.
Diverses de les pel·lícules de Tracy, especialment les seves comèdies, es consideren clàssics del cinema americà. Va protagonitzar quatre dels títols de la llista de l'American Film Institute de "100 Years... 100 Laughs": Adam's Rib, El món és boig, boig, boig, El pare de la núvia i Woman of the Year. Endevina qui ve a sopar va ser inclosa a la llista de les 100 millor pel·lícules estatunidenques de l'AFI, mentre que Captains Courageous va ser inclosa a la seva llista de les més inspiradores.

## Filmografia
- The Strong Arm (1930, curtmetratge)
- Taxi Talks (1930, curtmetratge)
- The Hard Guy (1930, curtmetratge)
- Up the River (1930)
- Quick Millions (1931)
- Six Cylinder Love (1931)
- Goldie (1931)
- She Wanted a Millionaire (1932)
- Sky Devils (1932)
- Disorderly Conduct (1932)
- Young America (1932)
- Society Girl (1932)
- The Painted Woman (1932)
- Me and My Gal (1932)
- 20,000 Years in Sing Sing (1932)
- The Face in the Sky (1933)
- Shanghai Madness (1933)
- The Power and the Glory (1933)
- Man's Castle (1933)
- The Mad Game (1933)
- The Show-Off (1934)
- Looking for Trouble (1934)
- Bottoms Up (1934)
- Now I'll Tell (1934)
- Marie Galante (1934)
- It's a Small World (1935)
- The Murder Men (1935)
- Dante's Inferno (1935)
- Whipsaw (1935)
- Riffraff (1936)
- Fury (1936)
- San Francisco (1936)
- Libeled Lady (1936)
- They Gave Him a Gun (1937)
- Captains Courageous (1937)
- Big City (1937)
- Mannequin (1937)
- Test Pilot (1938)
- Hollywood Goes to Town (1938, curtmetratge)
- Boys Town (1938)
- For Auld Lang Syne: No. 4 (1939, curtmetratge)
- Hollywood Hobbies (1939, curtmetratge)
- Stanley and Livingstone (1939)
- I Take This Woman (1940)
- Young Tom Edison (1940)
- Northward, Ho! (1940, curtmetratge)
- El pas del nord-oest (Northwest Passage) (1940)
- Edison, the Man (1940)
- Boom Town (1940)
- Men of Boys Town (1941)
- Dr. Jekyll and Mr. Hyde (1941)
- Woman of the Year (1942)
- Ring of Steel (1942, curtmetratge) (narrador)
- Tortilla Flat (1942)
- Keeper of the Flame' (1942)
- His New World (1943) (documental) (narrador)
- A Guy Named Joe (1943)
- The Seventh Cross (1944)
- Thirty Seconds Over Tokyo (1944)
- Without Love (1945)
- The Sea of Grass (1947)
- Cass Timberlane (1947)
- State of the Union (1948)
- Edward, My Son (1949)
- Adam's Rib (1949)
- Malaya (1949)
- El pare de la núvia (Father of the Bride) (1950)
- For Defense for Freedom for Humanity (1951, curtmetratge)
- Father's Little Dividend (1951)
- The People Against O'Hara (1951)
- La Pat i en Mike (Pat and Mike) (1952)
- Plymouth Adventure (1952)
- The Actress (1953)
- Llança trencada (Broken Lance) (1954)
- Conspiració de silenci (Bad Day at Black Rock) (1955)
- The Mountain (1956)
- Desk Set (1957)
- The Old Man and the Sea (1958)
- L'últim hurra (The Last Hurrah) (1958)
- L'herència del vent (Inherit the Wind) (1960)
- El diable a les quatre (The Devil at 4 O'Clock) (1961)
- Els judicis de Nuremberg (Judgment at Nuremberg) (1961)
- La conquesta de l'Oest (How the West Was Won) (1962) (narrador)
- El món és boig, boig, boig (It's a Mad, Mad, Mad, Mad World) (1963)
- Endevina qui ve a sopar (Guess Who's Coming to Dinner) (1967)

## Premis i nominacions
Tracy va ser nominat a nou Oscars al millor actor, un rècord de categoria que comparteix amb Laurence Olivier. Va ser el primer de nou actors a guanyar el premi dues vegades, i és un dels dos actors que el van rebre dos anys consecutius, l'altre va ser Tom Hanks. Tracy també va ser nominat a cinc Premis BAFTA, dels quals en va guanyar dos, i a quatre Globus d'Or, guanyant-lo una vegada. A més, va rebre el premi del Festival de Cinema de Cannes al millor actor i una vegada va ser nomenat millor actor per la National Board of Review.

### Premis
- 1938: Oscar al millor actor per Captains Courageous
- 1939: Oscar al millor actor per Boys Town
- 1954: Globus d'Or al millor actor dramàtic per The Actress
- 1955: Premi a la interpretació masculina (Festival de Canes) per Conspiració de silenci
- 1969: BAFTA al millor actor per Endevina qui ve a sopar

### Nominacions
- 1937: Oscar al millor actor per San Francisco
- 1951: Oscar al millor actor per El pare de la núvia
- 1957: BAFTA al millor actor estranger per The Actress
- 1956: Oscar al millor actor per Conspiració de silenci
- 1957: BAFTA al millor actor estranger per The Mountain
- 1959: Oscar al millor actor per El vell i la mar
- 1959: Globus d'Or al millor actor dramàtic per El vell i la mar
- 1959: BAFTA al millor actor estranger per L'últim hurra
- 1961: Oscar al millor actor per L'herència del vent
- 1961: Globus d'Or al millor actor dramàtic per L'herència del vent
- 1961: BAFTA al millor actor estranger per L'herència del vent
- 1962: Oscar al millor actor per Els judicis de Nuremberg
- 1968: Oscar al millor actor per Endevina qui ve a sopar
- 1968: Globus d'Or al millor actor dramàtic per Endevina qui ve a sopar